# 安藤豊弘
安藤 豊弘（あんどう とよひろ、1935年1月5日 - ）は、大阪府出身の日本の脚本家である。

## 人物
関西大学を卒業。
日活などで劇場映画の脚本を多数執筆した松浦健郎に師事した後、1960年代後半から1970年代にかけて、数多くのテレビアニメに脚本を提供した。
ナック制作のアニメ作品に最も多く参加した脚本家の1人でもあり、『サイボット ロボッチ』には、原作者としても関与している。
その他、特撮やテレビドラマの脚本も手掛けた。

## 主な参加作品

### テレビアニメ
- ドンキッコ
- 魔法使いサリー（旧）
- ピュンピュン丸
- あかねちゃん
- 海底少年マリン
- いたずら天使チッポちゃん
- そばかすプッチー
- ピンチとパンチ
- キックの鬼[1]
- ひみつのアッコちゃん（第1作）
- ゲゲゲの鬼太郎（第1作）・（第2作）
- タイガーマスク[2]
- もーれつア太郎
- アストロガンガー
- デビルマン
- バビル2世
- チャージマン研!
- ミラクル少女リミットちゃん
- 侍ジャイアンツ
- ダメおやじ
- 魔女っ子メグちゃん
- グレートマジンガー[3]
- フクちゃん
- フランダースの犬
- ドン・チャック物語
- アラビアンナイト シンドバットの冒険
- 鋼鉄ジーグ
- グロイザーX
- マグネロボ ガ・キーン
- 氷河戦士ガイスラッガー
- 超人戦隊バラタック
- 花の子ルンルン
- まんが猿飛佐助
- 魔法少女ララベル
- 新竹取物語 1000年女王
- ハニー・ハニーのすてきな冒険
- ゲームセンターあらし
- サイボット ロボッチ ※原作も担当。
- 光速電神アルベガス
- アタッカーYOU!
- オバケのQ太郎（1985年）
- トランスフォーマー ザ☆ヘッドマスターズ
- トランスフォーマー 超神マスターフォース
- 戦え!超ロボット生命体 トランスフォーマーV

### OVA
- 戦え!超ロボット生命体トランスフォーマー スクランブルシティ発動編
- トランスフォーマーZ
- フリテンくん

### 特撮・テレビドラマ
- 特別機動捜査隊
- バンパイヤ
- ガッツジュン
- ミラーマン
- トリプルファイター
- ファイヤーマン
- ジャンボーグA
- 電撃!! ストラダ5
- 電人ザボーガー
- 純愛山河 愛と誠
- がんばれ!! ロボコン
- 超神ビビューン
- ロボット110番
- 冒険ファミリー ここは惑星0番地
- 透明ドリちゃん
- 宇宙の勇者スターウルフ
- 恐竜戦隊コセイドン
- がんばれ!レッドビッキーズ
- 男!あばれはっちゃく
- ご存じ金さん捕物帳